# Лост Крик (Тексас)
Лост Крик (енгл. Lost Creek) насељено је место без административног статуса у америчкој савезној држави Тексас.

## Демографија
По попису из 2010. године број становника је 4.509, што је 220 (-4,7%) становника мање него 2000. године.
| Група             | 2000.         | 2010.         |
| Белци             | 4.218 (89,2%) | 3.770 (83,6%) |
| Афроамериканци    | 24 (0,5%)     | 20 (0,4%)     |
| Азијати           | 231 (4,9%)    | 341 (7,6%)    |
| Хиспаноамериканци | 174 (3,7%)    | 278 (6,2%)    |
| Укупно            | 4.729         | 4.509         |